# Uffe Østergaard
 Der er for få eller ingen kildehenvisninger i denne artikel, hvilket er et problem. Du kan hjælpe ved at angive troværdige kilder til de påstande, som fremføres i artiklen.

Uffe Østergaard (født 27. oktober 1945) er en dansk historiker og debattør med speciale i europæisk identitetshistorie. Østergaard er Jean Monnet professor i europæisk civilisation og integration ved Aarhus Universitet og professor i europæisk og dansk historie ved Copenhagen Business School.

## Karriere
Mag.art. i historie fra Aarhus Universitet, derefter lektor i historie ved Aarhus Universitet. I 2000-2006 var han han leder af Afdeling for Holocaust og Folkedrabsstudier ved Dansk Institut for Internationale Studier. Siden 2007 professor i europæisk og dansk historie ved Copenhagen Business School. Østergård er desuden Jean Monnet Professor i Europæisk Civilisation og Integration ved Aarhus Universitet.

## Forskningsområde
Uffe Østergaard beskæftiger sig med identitetshistorie, herunder navnlig national identitet, fra 1500 og frem til nutiden. Hans interesse knytter sig særlig til multikulturelle og multietniske stater som Østrig-Ungarn og Osmannerriget og deres efterfølgerstater. Østergård har et omfattende forfatterskab, der bl.a. omfatter Europas ansigter (1992) og Europa. Identitet og identitetspolitik (1998). Han har desuden været med til at introducere kontrafaktisk historie i Danmark.
Han er kendt som en polemisk og provokerende debattør, der gerne rokker ved vedtagne opfattelser af dansk og europæisk identitet.